# 伝えたいことがあるんだ
「伝えたいことがあるんだ」（つたえたいことがあるんだ）は、1997年7月25日に発売された小田和正通算16作目のシングル。発売元はファンハウス。

## 解説
TBS系テレビドラマ『最後の恋』の主題歌。小田自身が初めて手掛けたTBSのテレビドラマ主題歌でもある。この年の11月に発売されたベスト・アルバム『伝えたいことがあるんだ』のタイトルにもなっている。
「愛の唄」はオフコース時代の楽曲のセルフカバーで、後に『LOOKING BACK 2』に、リミックスで収録された。

## 収録曲
（全作詞・作曲・編曲：小田和正）
1. 伝えたいことがあるんだ
TBS系ドラマ『最後の恋』主題歌
2. 愛の唄
1975年に発表されたオフコース時代の楽曲のセルフカヴァー